# Pietro Antonio di Capua
Pietro Antonio di Capua (Napoli, 1513 – Otranto, gennaio 1579) è stato un arcivescovo cattolico e nunzio apostolico italiano.

## Biografia

Stemma della famiglia Di Capua

Pietro Antonio di Capua era il figlio secondogenito di Annibale di Capua e Lucrezia Arcamone. La famiglia Di Capua era una famiglia nobile del Regno di Napoli che possedeva grandi latifondi in Abruzzo, Campania e Puglia. Il primogenito Vincenzo era duca di Termoli, mentre l'altro fratello Giovanni Tommaso marchese di Torre di Francolise.
Pietro Antonio compì gli studi umanistici con Baldassarre Aquila e approfondì la teologia e il diritto canonico. Intraprese la carriera ecclesiastica ed entrò in contatto, nella seconda metà degli anni trenta, con il circolo eterodosso napoletano degli spirituali, riunito intorno alla figura dell'alumbrado Juan de Valdés, dove conobbe, tra gli altri, Gian Francesco Alois, Giovanni Gerolamo Morone, Giulia Gonzaga, Pietro Carnesecchi e Vittore Soranzo.
Il 22 marzo 1536 fu nominato da Papa Paolo III arcivescovo di Otranto, cattedra già occupata in precedenza dallo zio Fabrizio, del quale ereditò i benefici. Mantenne la residenza a Napoli, nominò suo ausiliare il vescovo di Scutari e iniziò le procedure di canonizzazione dei martiri di Otranto, gli abitanti di Otranto uccisi dai Turchi nel 1480 (canonizzati il 12 maggio 2013 da Papa Francesco). Continuò a frequentare il circolo valdesiano e nel luglio 1541 assistette il Valdés negli ultimi istanti della sua vita. Il circolo degli spirituali non si sciolse con la morte del teologo spagnolo: continuò a sussistere a Napoli sotto l'influsso di Juan de Villafranca, mentre altri allievi di Valdés, spostandosi o stabilendosi in diverse città, formarono nuove relazioni e si mantennero in contatto tra loro. Il Di Capua si stabilì a Roma, dove frequentò il cardinale Reginald Pole e raccolse intorno a sé intellettuali eterodossi o luterani, quali Alvise Priuli, Diego de Enzinas, Girolamo Donzellini, Marcantonio Flaminio e Vittore Soranzo. Assunse come suo segretario Guido Giannetti, che gli fornì libri luterani e che lesse dopo averne ricevuto autorizzazione dalla curia, giustificando l'iniziativa con la necessità di informarsi sulle reali posizioni del riformatore tedesco.
Proprio quando l'eretico Antonio Brucioli gli dedicava il suo Commento al Vangelo, il Di Capua fu inviato a Trento da Papa Paolo III con altri ecclesiastici per organizzare l'apertura del Concilio. Nel viaggio, fatto insieme al Giannetti, si fermò a Mantova – la sua famiglia era imparentata con i Gonzaga – e poi a Venezia, dove rivide il Carnesecchi. A Trento vide, tra gli altri, i cardinali Cristoforo Madruzzo, Giovanni Gerolamo Morone e Reginald Pole e i frati Andrea Ghetti e Bernardo Bartoli. Loro comune convinzione – tratta dalle Lettere di Paolo ed eretica rispetto alla dottrina della Chiesa – era la superiorità dell'influsso dello Spirito Santo nella coscienza del cristiano sugli imperativi di fede disposti dalla Chiesa.
All'ennesimo rinvio del concilio, nel settembre del 1543 il Di Capua ripartì per Roma. Qui, alla fine del 1545, l'arresto di Diego de Enzinas, la scoperta dell'esistenza del gruppo di luterani suoi amici, l'irreperibilità del Giannetti, da lui nascosto a Roma per qualche tempo e poi fuggito a Venezia, lo coinvolsero gravemente, insieme alla notizia dei suoi colloqui eterodossi di Trento, e l'Inquisizione aprì un'inchiesta a suo carico.
Nel 1549 a Papa Paolo III succedette Papa Giulio III: l'arcivescovo Di Capua e la sua potente famiglia si attivarono per ottenere la creazione a cardinale sollecitando lo stesso imperatore Carlo V ad appoggiare la loro richiesta, osteggiata dalla curia. Nel 1553 Papa Giulio III informò Carlo V dell'inchiesta in corso sul Di Capua e, nello stesso tempo, avocando a sé il procedimento inquisitoriale che coinvolgeva anche il cardinale Morone e i vescovi Soranzo e Grimani, decise di non procedere contro i quattro ecclesiastici, pur facendo sapere all'imperatore che l'eresia dell'arcivescovo Di Capua era provata, ma che si era limitato ad ordinargli soltanto una penitenza, avendo tenuto conto della protezione che Carlo V gli accordava.
Con l'ascesa al papato nel 1555 dell'inquisitore Giovanni Pietro Carafa, che fece arrestare il cardinale Morone riaprendone il processo, il Di Capua lasciò Roma per risiedere nella relativa sicurezza dei possedimenti familiari, tanto che, richiesto di presentarsi a Roma per testimoniare al processo di Morone, egli rifiutò, confidando, per questa intemperanza, sull'appoggio imperiale. Morto Papa Paolo IV nel 1559, salito al soglio Papa Pio IV e scagionato il cardinal Morone, anche il Di Capua, pur mantenendo i contatti con vecchi amici come il Carnesecchi, fu riabilitato, anche se in ampi settori della curia rimase la diffidenza nei suoi confronti: nel 1562 fu così invitato a partecipare alle ultime sessioni del Concilio di Trento.
Nel Concilio operò da un lato accogliendo le proposte dei progressisti riguardo ad una rigorosa riforma disciplinare per mettere fine agli scandali del clero, dall'altro si preoccupò, in accordo con i conservatori, di non scalfire l'autorità papale e curiale, fino a scontrarsi con i riformatori francesi che richiedevano maggiore autonomia da Roma per le Chiese nazionali, secondo lo spirito del gallicanesimo. Alla chiusura del Concilio poteva così godere della fiducia di Papa Pio IV, e nemmeno le confessioni dell'antico compagno di fede Gian Francesco Alois, che prima di morire sul rogo a Napoli lo indicò come eretico luterano, ebbero l'effetto di recargli pregiudizio. Nel 1564 si laureò in utroque iure e nel 1565 fu nominato nunzio apostolico a Venezia.
Un nuovo turbamento gli fu però procurato con l'avvento al papato, nel gennaio 1566, dell'inquisitore Pio V: conosciuti i rapporti da lui nuovamente intrattenuti a Venezia con Pietro Carnesecchi e l'antico segretario Guido Giannetti, in marzo il Papa gli revocò la nunziatura e lo richiamò a Roma, mentre i suoi due vecchi amici vennero di lì a poco arrestati e trasferiti a Roma. Il Di Capua evitò di presentarsi a Roma e raggiunse la sua arcidiocesi di Otranto.
Il Giannetti e il Carnesecchi erano entrambi sotto processo quando nel settembre del 1567 il Di Capua, nel sinodo di Otranto, dava attuazione alle nuove norme approvate in Concilio: dopo la decapitazione del Carnesecchi, soggiornò tra Roma, incontrando anche Papa Pio V, e Napoli. Nel 1575 ottenne dal nuovo Papa Gregorio XIII che il proprio nipote Annibale di Capua ereditasse alla sua morte i molti benefici di cui godeva e ricevesse in titolo l'arcidiocesi di Napoli.
Si ritirò poi ad Otranto, dove morì nel gennaio 1579, venendo sepolto nella cattedrale della città.

## Ascendenza
|                         |                    |                      | Genitori                   |  |  | Nonni |  |  | Bisnonni       |  |  | Trisnonni       |  |
|                         |                    |                      |                            |  |  |       |  |  | Luigi di Capua |  |  | Andrea di Capua |  |
|                         |                    |                      |                            |  |  |       |  |  | Luigi di Capua |  |  | Andrea di Capua |  |
|                         |                    | Costanza Chiaramonte |                            |  |  |       |  |  | Luigi di Capua |  |  |                 |  |
| Francesco di Capua      |                    |                      |                            |  |  |       |  |  | Luigi di Capua |  |  |                 |  |
|                         |                    | Altobella Pandone    | Francesco Pandone          |  |  |       |  |  |                |  |  |                 |  |
|                         |                    | Altobella Pandone    | Francesco Pandone          |  |  |       |  |  |                |  |  |                 |  |
|                         |                    | Altobella Pandone    | ? Carafa                   |  |  |       |  |  |                |  |  |                 |  |
| Annibale di Capua       |                    | Altobella Pandone    |                            |  |  |       |  |  |                |  |  |                 |  |
|                         |                    | Antonio Conti        | Jacopo/Giacomo Conti       |  |  |       |  |  |                |  |  |                 |  |
|                         |                    | Antonio Conti        | Jacopo/Giacomo Conti       |  |  |       |  |  |                |  |  |                 |  |
|                         |                    | Antonio Conti        | Isabella/Elisabetta Carafa |  |  |       |  |  |                |  |  |                 |  |
| Elisabetta Conti        |                    | Antonio Conti        |                            |  |  |       |  |  |                |  |  |                 |  |
|                         |                    | Caterina Orsini      | ?                          |  |  |       |  |  |                |  |  |                 |  |
|                         |                    | Caterina Orsini      | ?                          |  |  |       |  |  |                |  |  |                 |  |
|                         |                    | Caterina Orsini      | ?                          |  |  |       |  |  |                |  |  |                 |  |
| Pietro Antonio di Capua |                    | Caterina Orsini      |                            |  |  |       |  |  |                |  |  |                 |  |
|                         | Francesco Arcamone | ?                    |                            |  |  |       |  |  |                |  |  |                 |  |
|                         | Francesco Arcamone | ?                    |                            |  |  |       |  |  |                |  |  |                 |  |
|                         | Francesco Arcamone | ?                    |                            |  |  |       |  |  |                |  |  |                 |  |
| Anello Arcamone         | Francesco Arcamone |                      |                            |  |  |       |  |  |                |  |  |                 |  |
|                         |                    | ?                    | ?                          |  |  |       |  |  |                |  |  |                 |  |
|                         |                    | ?                    | ?                          |  |  |       |  |  |                |  |  |                 |  |
|                         |                    | ?                    | ?                          |  |  |       |  |  |                |  |  |                 |  |
| Lucrezia Arcamone       |                    | ?                    |                            |  |  |       |  |  |                |  |  |                 |  |
|                         |                    | ?                    | ?                          |  |  |       |  |  |                |  |  |                 |  |
|                         |                    | ?                    | ?                          |  |  |       |  |  |                |  |  |                 |  |
|                         |                    | ?                    | ?                          |  |  |       |  |  |                |  |  |                 |  |
| Cassandra Scannasorice  |                    | ?                    |                            |  |  |       |  |  |                |  |  |                 |  |
|                         |                    | ?                    | ?                          |  |  |       |  |  |                |  |  |                 |  |
|                         |                    | ?                    | ?                          |  |  |       |  |  |                |  |  |                 |  |
|                         |                    | ?                    | ?                          |  |  |       |  |  |                |  |  |                 |  |
|                         |                    | ?                    |                            |  |  |       |  |  |                |  |  |                 |  |